# Microphthalma posio
Microphthalma posio là một loài ruồi trong họ Tachinidae.